# City Parade

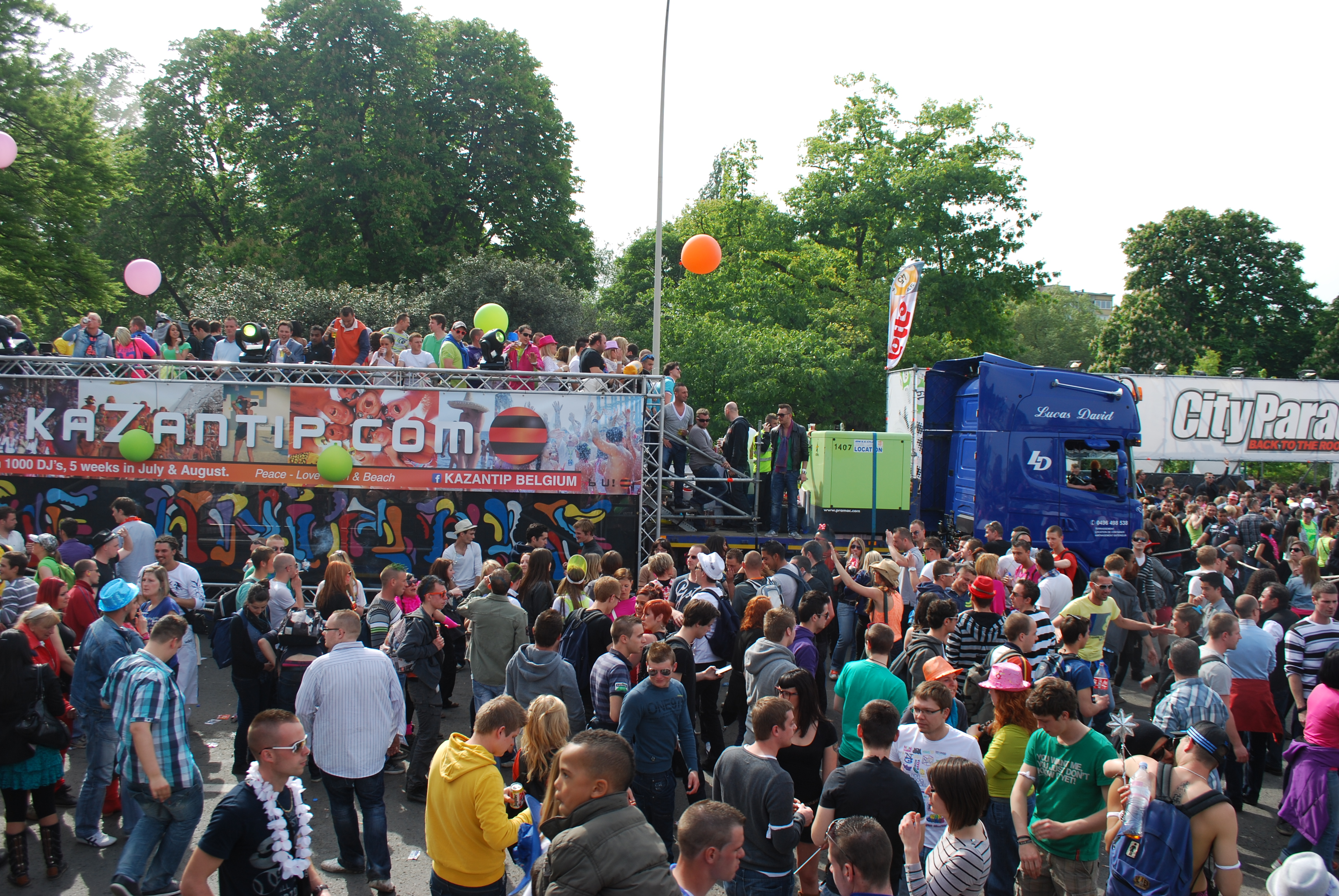
City Parade 2012

City Parade is een jaarlijks terugkerend openluchtfestival voor elektronische dansmuziek. In 2012 vond het festival plaats in Luik, maar de City Parade heeft in het verleden ook plaatsgevonden in Brussel, Bergen, Charleroi en Gent.
De eerste City Parade was in 2001. Het festival vindt sindsdien elke zomer plaats. Enkele dj's die op het feest hebben gedraaid zijn Felix Da Housecat, Josh Wink, Marco Bailey, The Prophet, DJ Ghost, Furax, Andy C & MC GQ en Ed Rush.
Het was de bedoeling om het feest te houden in jaarlijks wisselende steden binnen België.